# Wenche
Wenche ist ein weiblicher norwegischer Vorname. Der Namenstag für Wenche ist der 17. August. Wenche entstand aus dem deutschen Vornamenteil Win- bzw. Wen-, was sich von Wini ableitet und so viel wie Freund bedeutet. Der Name fand seit den 1500er Jahren in Norwegen seine Verbreitung. Von 1940 bis in die 1970er Jahre wurde der Name Wenche am meisten bei weiblichen Neugeborenen in Norwegen vergeben, so erhielten mehr als 1 % der neu geborenen Mädchen den Namen Wenche. 2009 trugen 14.586 norwegische Frauen den Vornamen.
In Dänemark und Schweden wird der Name ebenfalls verwendet.
Weitere Formen und Schreibweisen sind Venke, Wenke, Venche, Wencke, Vence und Vencke.

## Namensträgerinnen
- Wenche Andersen (* 1954), norwegische Fernsehköchin
- Wenche Elizabeth Arntzen (* 1959), norwegische Richterin
- Wenche Foss (1917–2011), norwegische Schauspielerin und Sängerin
- Wenche Frogn Sellæg (* 1937), norwegische Ärztin und Politikerin
- Wenche Bryn Lowzow (1926–2016), norwegische Politikerin
- Wenche Myhre, eigentlicher Name von Wencke Myhre (* 1947), norwegische Schlagersängerin
- Wenche Øyen (* 1946), norwegische Malerin und Illustratorin
- Wenche Steen (* 1952), norwegisches Model, Schauspielerin und Redakteurin